# Cicer arietinum
Il cece (Cicer arietinum L.) è una pianta erbacea della famiglia delle Fabaceae. I semi di questa pianta sono i ceci, legumi ampiamente usati nell'alimentazione umana che rappresentano un'ottima fonte proteica.

## Etimologia
Il nome deriva dal latino cicer. È noto che il cognome di Cicerone discendeva da un suo antenato che aveva una caratteristica verruca a forma di cece sul naso.
L'epiteto specifico arietinum si riferisce invece alla somiglianza che hanno i semi con il profilo della testa di un ariete.

## Storia
La prima prova archeobotanica ben conservata del cece al di fuori dell'area di distribuzione naturale del suo progenitore selvatico proviene dal sito di Tell el-Kerkh, nella moderna Siria, risalente al primo periodo neolitico preceramico intorno all'8400 a.C.
Cicer reticulatum è il progenitore selvatico dei ceci. Questa specie attualmente cresce solo nel sud-est della Turchia, dove si ritiene sia stata addomesticata. L'evento di domesticazione può essere datato intorno al 7000 a.C. I ceci domestici sono stati trovati in siti del Neolitico pre-ceramico B in Turchia e nel Levante, vale a dire a Çayönü, Hacilar e Tell es-Sultan. I ceci si diffusero poi nella regione del Mediterraneo intorno al 6000 a.C. e in India intorno al 3000 a.C.

## Descrizione

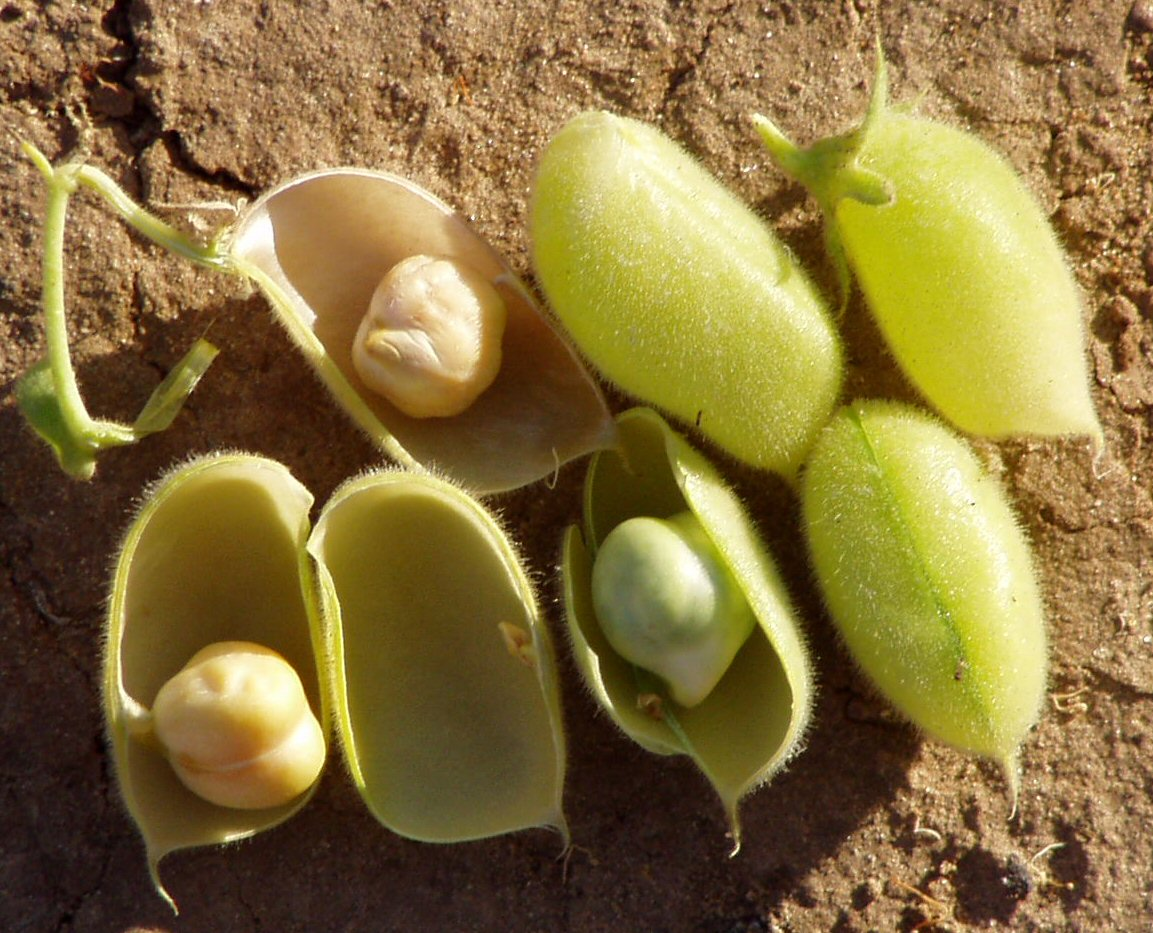
Baccelli e semi

La pianta, annuale, presenta una radice ramificata profonda (le più profonde possono arrivare anche a 1,20 m di profondità) che le dona una media resistenza alla siccità. Gli steli sono ramificati, eretti e pelosi con altezza variabile tra i 40 e gli 80 cm. Le foglie sono opposte e composte con 6-7 paia di foglioline ellittiche e denticolate; i fiori possono essere bianchi, rosei o rossi; i semi, rotondeggianti, lisci o rugosi, sono commestibili.

## Coltivazione

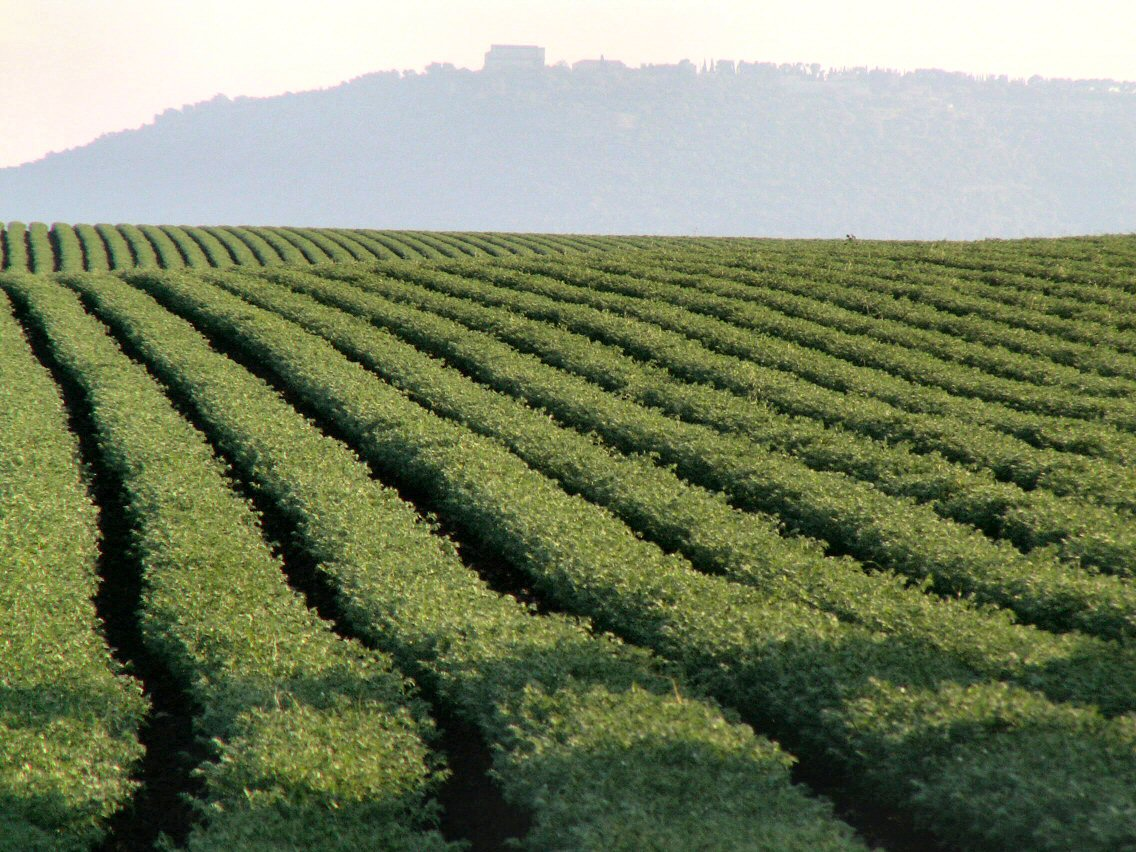
Coltivazione di ceci

Il cece è la terza leguminosa per produzione mondiale, dopo la soia e il fagiolo; la coltivazione avviene principalmente in India e Australia. In Italia la coltivazione non è molto diffusa a causa delle basse rese e della scarsa richiesta.
Questa pianta trova le sue condizioni ottimali in ambienti semiaridi, nei climi temperati viene seminato a fine inverno, data la sua scarsa resistenza al freddo, e raccolta durante l'estate. La semina avviene tipicamente con seminatrici di precisione o seminatrici da frumento opportunamente regolate in modo da non spezzare il seme.
Questo viene disposto a una distanza tra le file di 35–40 cm a una profondità di semina di 5–7 cm e con una densità di 20-30 piante al metro quadro. Per prevenire attacchi crittogamici alla pianta i semi vanno prima conciati. Raggiunta la maturazione il cece può essere raccolto sia con il metodo tradizionale, ormai quasi scomparso, estirpando la pianta e lasciandola essiccare in campo per poi sgranarla a mano o con mietitrebbiatrice con pick-up al posto dell'organo falciante, sia con metodi meccanici con l'intervento di mietitrebbiatrici possibili solo in terreni livellati e su varietà a portamento eretto. Presenta una produzione media di 3.5 tonnellate per ettaro con produzione di paglia dalle scarse qualità nutrizionali per utilizzo zootecnico.
Durante il suo ciclo necessita di una concimazione di 40–60 kg/ettaro di fosforo. Per quanto riguarda il fabbisogno di azoto, esso è fornito dai batteri del genere Rhizobium che, in simbiosi con questa pianta, si occupano della fissazione dell'azoto atmosferico nel terreno.
Il cece non sopporta terreni troppo fertili che gli comportano una bassa allegagione, argillosi per asfissia radicale o ristagni idrici.

## Produzione

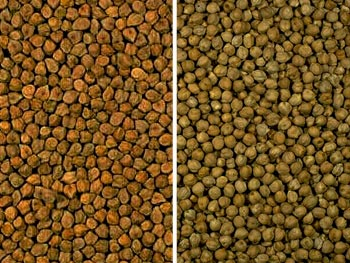
I ceci, semi del Cicer arietinum (a sinistra, la varietà indiana e a destra, la varietà europea), sono tra i legumi più coltivati al mondo

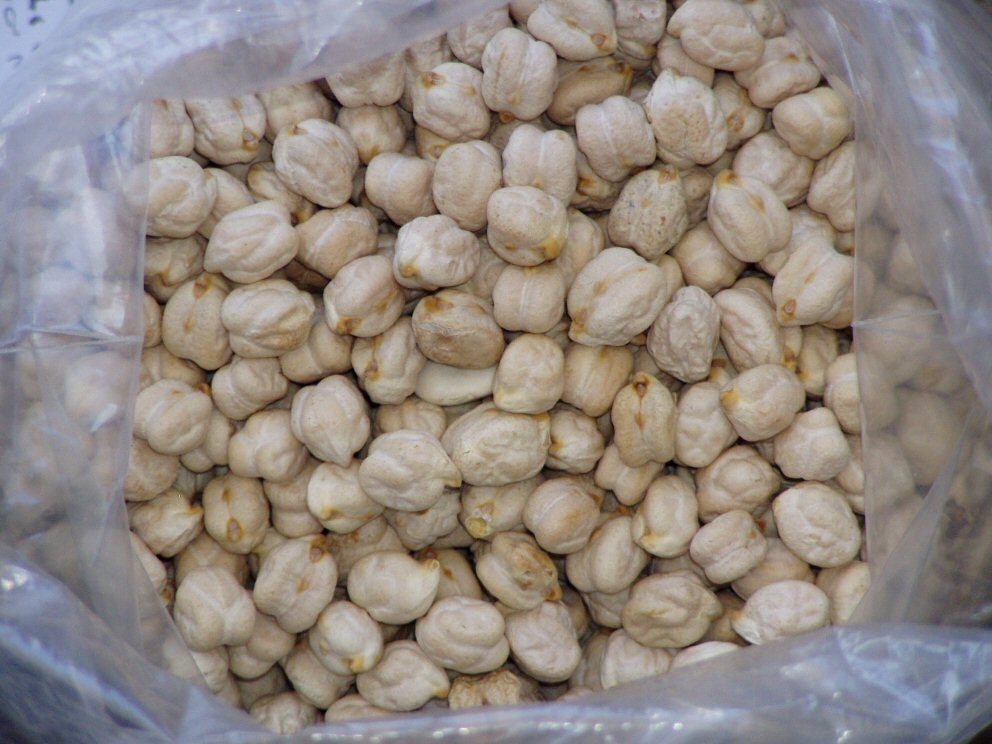
Cicer arietinum (Si noti la somiglianza dei semi al profilo della testa di un ariete)

| Classifica                                | Nazione     | 2010       | 2011       |
| ----------------------------------------- | ----------- | ---------- | ---------- |
| 1                                         | India       | 7,480,000  | 8,220,000  |
| 2                                         | Australia   | 602,000    | 513,338    |
| 3                                         | Pakistan    | 561,500    | 496,000    |
| 4                                         | Turchia     | 530,634    | 487,477    |
| 5                                         | Birmania    | 441,493    | 473,102    |
| 6                                         | Etiopia     | 284,640    | 322,839    |
| 7                                         | Iran        | 267,768    | 290,243    |
| 8                                         | Stati Uniti | 87,952     | 99,881     |
| 9                                         | Canada      | 128,300    | 90,800     |
| 10                                        | Messico     | 131,895    | 72,143     |
| —                                         | Mondo       | 10,897,040 | 11,497,054 |
| Fonte: UN Food & Agriculture Organization |             |            |            |

## Avversità
Tra i funghi che colpiscono il cece vi sono l'antracnosi (Ascochyta rabiei), la ruggine (Uromyces cineris-arietini) e il marciume carbonioso (Macrophomina phaseolina).
Gli insetti maggiormente dannosi sono il tonchio dei ceci (Callosobruchus ornatus) e la mosca minatrice del pisello (Phytomiza atricornis).

## Usi

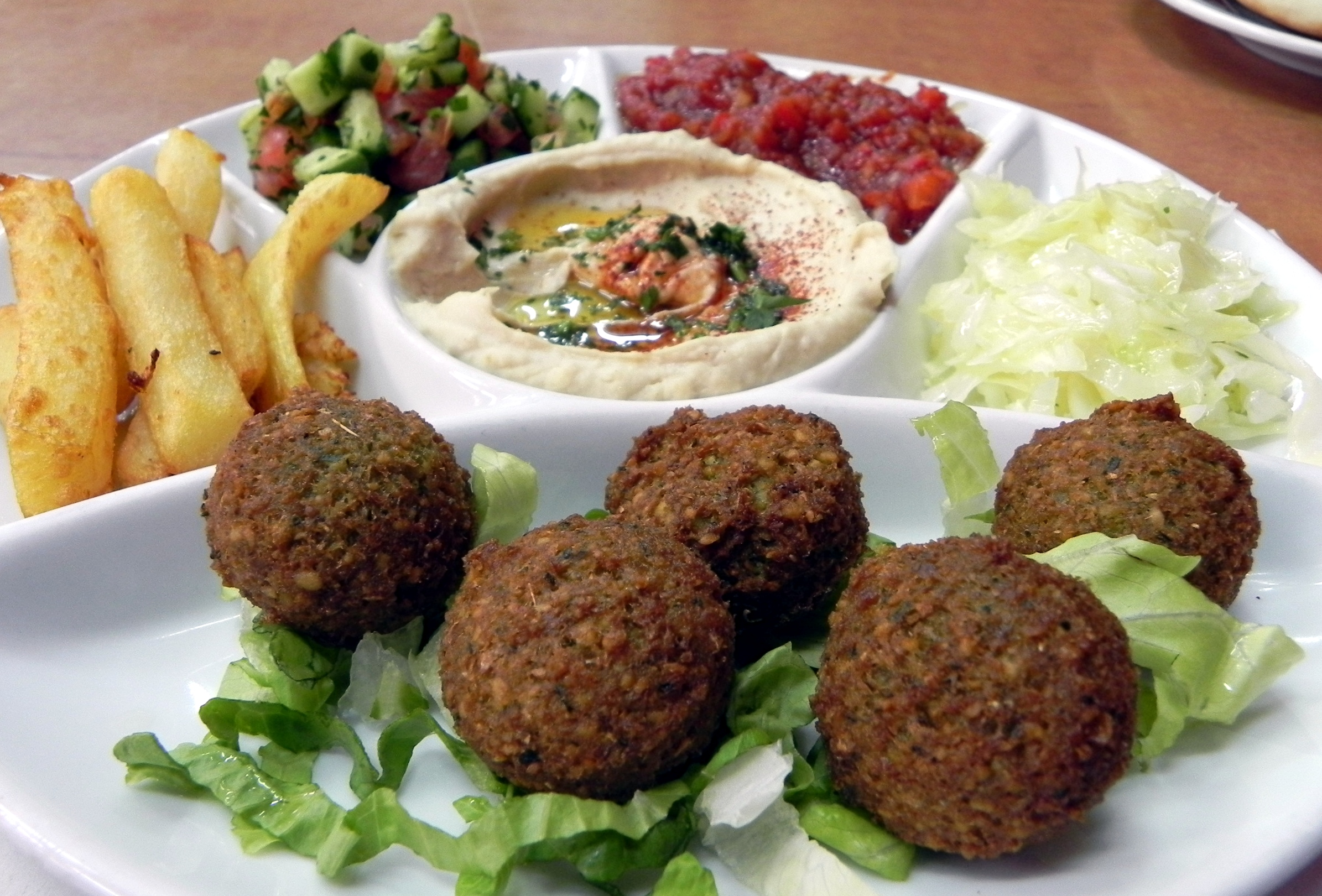
Falafel serviti con hummus

I ceci sono un alimento ricco di nutrienti, che fornisce un contenuto elevato (20% o superiore del valore giornaliero) di proteine, fibre alimentari, folati e alcuni sali minerali, come ferro e fosforo. I contenuti di tiamina, vitamina B6, magnesio e zinco sono moderati e forniscono il 10-16% del valore giornaliero. Rispetto ai livelli di riferimento stabiliti dalla FAO e dall'OMS, le proteine dei ceci cotti e germinati sono ricche di amminoacidi essenziali come lisina, isoleucina, triptofano e aminoacidi aromatici totali.
Solitamente i ceci vengono bolliti rapidamente per 10 minuti e poi lasciati sobbollire più a lungo. I ceci secchi necessitano di una cottura lunga (1-2 ore), ma tendono a sfaldarsi facilmente se cotti più a lungo. Se lasciati in ammollo per 12-24 ore prima dell'uso, il tempo di cottura può essere ridotto di circa 30 minuti. I ceci possono anche essere cotti a pressione o sottovuoto a 90 °C.
I ceci maturi possono essere cucinati e mangiati freddi nelle insalate, cotti in stufati, macinati per ottenere farina, macinati e modellati in palline e fritti come falafel, trasformati in una pastella e cotti al forno per fare la farinata, oppure fritti per fare le panelle. La farina di ceci è conosciuta è utilizzata frequentemente nella cucina sudasiatica.
In Spagna vengono utilizzati freddi nelle tapas e nelle insalate, nonché nel cocido madrileño.
Hummus è la parola araba che indica i ceci, spesso cotti e macinati fino a ottenere una pasta e mescolati con tahina (pasta di semi di sesamo) per preparare l'hummus.
I ceci vengono utilizzati per preparare il curry. Sono uno dei cibi vegetariani più popolari nel subcontinente indiano serviti con una varietà di pane o riso al vapore. I piatti più popolari della cucina indiana sono preparati con farina di ceci. In India, così come nel Levante, i ceci acerbi vengono spesso staccati dal baccello e mangiati crudi come spuntino, mentre le foglie vengono consumate come verdura a foglia nelle insalate. In India vengono preparati dolci come il besan halwa o come il laddu.